# Marino Morettini
Marino Morettini (ur. 2 stycznia 1931 w Vertovie, zm. 10 grudnia 1990 w Mediolanie) – włoski kolarz torowy, dwukrotny medalista olimpijski oraz trzykrotny medalista mistrzostw świata.

## Kariera
Igrzyska w Helsinkach były jego jedynym startem olimpijskim. Triumfował wspólnie z kolegami w drużynowym wyścigu na dochodzenie (4000 m) i był drugi na dystansie 1000 metrów ze startu zatrzymanego. Był mistrzem świata w 1953 w sprincie, stawał na niższych stopniach podium w tej konkurencji (srebro w 1952, brąz w 1951). W 1954 przeszedł na zawodowstwo, ścigać się skończył w 1962.